# Maria Olguim
Maria Olguim, nascida Cipriana Lobato Holguim (Castelo Branco, 26 de Abril de  1894 — Figueira da Foz, 1 de Janeiro de 1984) foi uma  actriz portuguesa.

## Biografia
Era filha de João Holguim Rodrigues, fogueiro do caminho de ferro, nascido em San Pedro de Latarce, Valladolid,  e de Encarnação Lobato Santano, doméstica, nascida em Navas del Madroño, Alcántara, Cáceres. Quando Cipriana tinha dois ou três anos, a família foi viver para a Figueira da Foz.
Durante a 1ª Guerra Mundial, frequentou um curso para ser enfermeira de guerra, mas acabou por não exercer por entretanto se ter declarado uma epidemia. Trabalhou como costureira, mas tinha gosto em cantar e em representar, tendo-se iniciado com muito sucesso no teatro amador, depois de vencer a oposição paterna.
Popularizou-se no cinema, depois de se estrear em Tinoco em Bolandas (1924) de António Pinheiro. Em 1942 participou em Ala-Arriba! de Leitão de Barros. Sob a direcção de Arthur Duarte, participa em filmes-êxito do cinema português dos anos 40 e 50 como O Costa do Castelo (1943), A Menina da Rádio (1944), O Leão da Estrela (1947) O Grande Elias (1950) e O Noivo das Caldas (1956). Salienta ainda, entre outros, O Crime da Aldeia Velha (1964), O Trigo e o Joio (1965), Nazaré (1952), Madragoa (1952) de Manuel Guimarães. Trabalhou também com Perdigão Queiroga, Leitão de Barros, António Lopes Ribeiro.
Numa entrevista de 1972, à RTP, Olguim, com 78 anos, dizia ter participado em muitos filmes, portugueses e estrangeiros, mas nunca prosperara com isso, enfrentando então dificuldades financeiras. Vivia num quarto arrendado, e dizia gostar de poder morar num andar, onde pudesse ter espaço para receber as clientes no seu trabalho de costureira. Queixava-se de nunca mais ter sido procurada para representar. Anos depois ainda participaria em pequenos papéis nos filmes Cântico Final (1976), Recompensa (1978) e Manhã Submersa (1980).
Ao longo do seu percurso no cinema interpretou também peças de teatro televisivo, sob a direcção de Artur Ramos (1970 - Auto da Natural Invenção de Luiz Francisco Rebello; 1959 - Dez Contos de Reis de Teresa Rita Lopes; 1957 - Realidade da Fantasia de Claude Gével), entre outras.

## Televisão
- 1957 - Mar
- 1957 - Nuvem
- 1959 - História de Uma Mulher
- 1960 - Lisboa em Camisa [3]
- 1962 - Esperança
- 1966 - Pedro, o Cru
- 1967 - Gente Nova
- 1969 - A Flor de Esteva
- 1971 - A Vida do Grande Quixote
- 1979 - Manhã Submersa (versão em série de TV)

...

## Cinema
- 1942 - Ala-Arriba!
- 1943 - O Costa do Castelo
- 1944 - A Menina da Rádio
- 1946 - Um Homem do Ribatejo
- 1947 - O Hóspede do Quatro Treze
- 1951 - Saltimbancos
- 1952 - Madragoa
- 1952 - Nazaré
- 1956 - Vidas Sem Rumo
- 1956 - O Noivo das Caldas
- 1960 - Encontro com a Vida
- 1963 - Retalhos da Vida de Um Médico
- 1964 - O Crime da Aldeia Velha
- 1965 - O Trigo e o Joio
- 1972 - Lotação Esgotada
- 1976 - Cântico Final
- 1978 - Recompensa
- 1980 - Manhã Submersa

...

## Teatro
- 1950 - Cantiga da Rua - Teatro Maria Vitória[4]
- 1951 - Lisboa é Coisa Boa - Coliseu dos Recreios[5]
- 1953 - Maria da Fonte - Teatro Monumental[6][7]
- 1967 - A Promessa - Teatro Monumental[8]
- 1969 - Mistério de Natal - Teatro da Estufa Fria

...

## Rádio - Teatro radiofónico
- 1965 - A Cidade e as Serras (folhetim)
- 1966 - Família Inglesa (folhetim)
- 1967 - História e Mensagem de Fátima (folhetim)[9]

...